# Argiope aurantia
Argiope aurantia és una espècie d'aranya araneomorf pertanyent a la família dels aranèids.

## Distribució
Es distribueix des del sud del Canadà a través dels 48 estats dels Estats Units, Mèxic i Amèrica Central fins a Costa Rica.

## Hàbitat
Viu en nombrosos hàbitats, en zones de sol entre flors, arbustos i plantes altes, on fabrica la teranyina; alguns d'aquests són praderes, boscos, matollars, pantans, jardins…

## Cicle vital
Els mascles són madurs entre juliol i agost i les femelles entre agost i octubre. Les femelles ponen els ous dins de sacs sedosos, gràcies als quals les joves aranyes passen l'hivern i emergeixen a la primaera següent. Ara bé, els ous poden ser atacats per parasitoides tals com Pseudogaurax signatus.

## Biologia
S'alimenten de preses que han caigut a la seva teranyina, generalment insectes. Arriben a capturar preses que doblen la grandària de la mateixa aranya. Tenen una visió pobre; d'aquesta manera capten informació del seu entorn principalment gràcies a vibracions i corrents d'aire. De fet el mascle, de grandària molt menor que la femella, es comunica amb aquesta fent vibrar la teranyina d'aquesta.